# Eumenes signicornis
Eumenes signicornis är en stekelart som beskrevs av Walker 1871. Eumenes signicornis ingår i släktet krukmakargetingar, och familjen Eumenidae. Inga underarter finns listade i Catalogue of Life.